# Gochujang

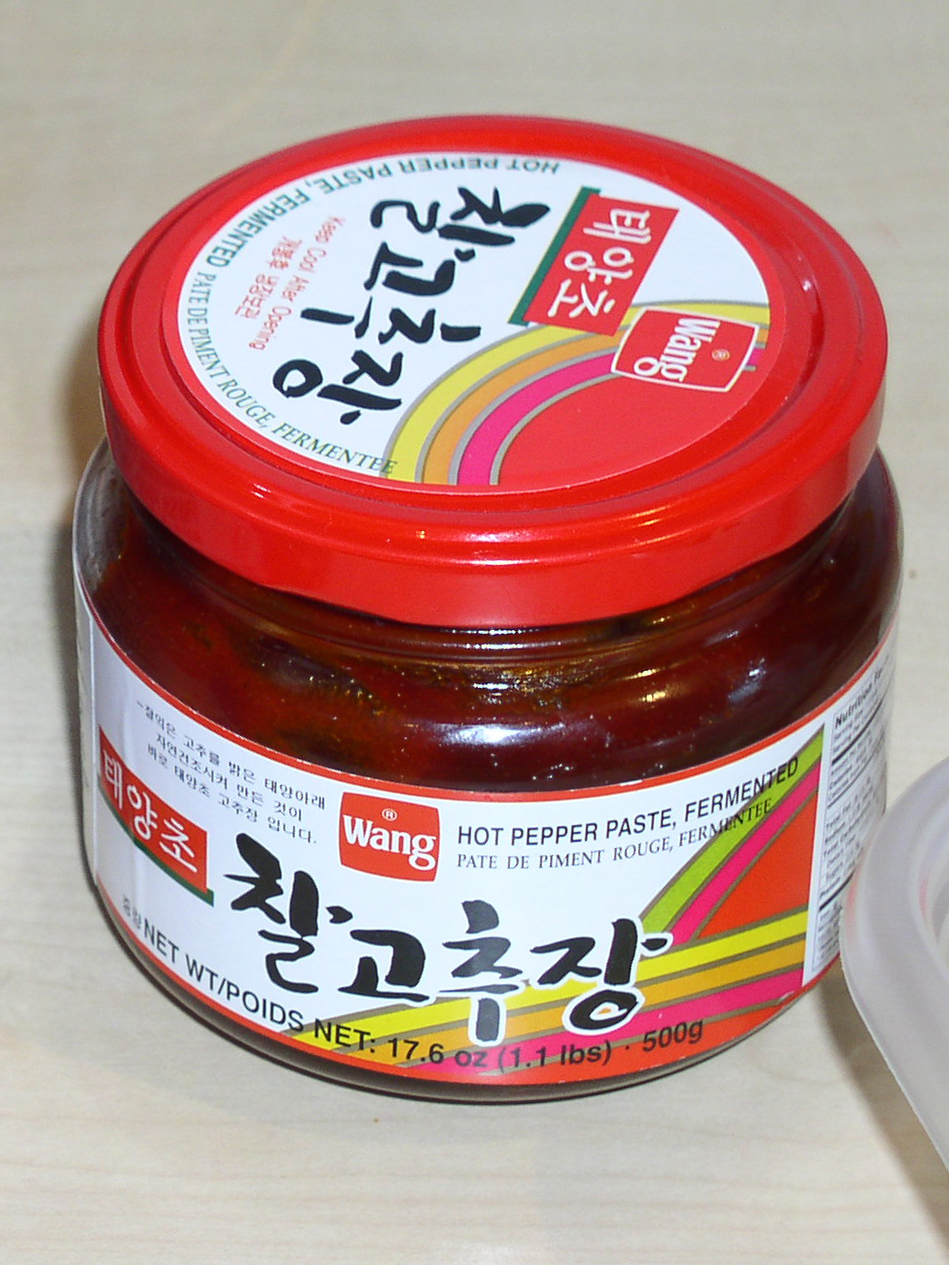
Gochujang

Gochujang (고추장) är en koreansk fermenterad smaktillsats som liknar Doenjang (된장) och Ganjang (간장). Smaken är kryddig, söt (från socker), salt och het (från chilipeppar). Gochujang används för att laga koreanska maträtter såsom bibimbap (비빔밥), bulgogi (불고기) och tteokbokki (떡볶이).